# Burnhaupt-le-Bas
Burnhaupt-le-Bas es una comuna francesa, situada en el departamento de Alto Rin, en la región  de Alsacia.

## Demografía
| 759 | 778 | 870 | 894 | 1018 | 1187 |
| Para los censos de 1962 a 1999 la población legal corresponde a la población sin duplicidades (Fuente: INSEE [Consultar]) |     |     |     |      |      |